# Wasp Network – Az ellenállók
A Wasp Network – Az ellenállók (eredeti cím: Wasp Network) 2019-ben bemutatott koprodukciós kémthriller, amelyet Olivier Assayas írt és rendezett Fernando Morais The Last Soldiers of the Cold War című könyve alapján. A főbb szerepekben Penélope Cruz, Édgar Ramírez, Gael García Bernal, Ana de Armas és Wagner Moura látható. A film az 1990-es években amerikai területen tartózkodó kubai kémek igaz történetét meséli el.
Wasp Network – Az ellenállók világpremierje a Velencei Nemzetközi Filmfesztiválon volt 2019. szeptember 1-én. Franciaországban 2020. január 31-én mutatta be a Memento Films, a Netflix pedig 2020. június 19-én adta ki. Magyarországon 2020. február 20-án jelent meg a Big Bang Media forgalmazásában.

## Cselekmény
Az 1990-es évek elején Havannában René González pilóta elhagyja kubai feleségét, Olgát és lányát, Irmát, hogy az Amerikai Egyesült Államokban kezdjen új életet. Nem sokkal később egy Castro-ellenes szervezet, a Floridában működő Hermanos al Rescate szolgálatába állt, amelyet a kommunista rezsim elől menekülő kubaiak megsegítésére hoztak létre.
A Kubai Amerikai Nemzeti Alapítvány (CANF) védelmében René megtudja, hogy más tevékenységek is zajlanak, többek között a kábítószer- és fegyverkereskedelem, valamint a Castro-ellenes terrorista tevékenység.
Gonzalezhez csatlakozik Juan Pablo Roque, aki hozzá hasonlóan pilóta, és Kubában háborús hősként híres, így Floridában nagy tisztelettel fogadják. Roque az FBI besúgójaként meggazdagszik, feleségül veszi a gyönyörű Margaritát, és kapcsolatba kerül a szervezet legfelsőbb vezetőivel, de aztán néhány év múlva visszatér Kubába, ahol lerántja a maszkot, és árulóvá válva újra, még inkább eljátssza a hőst, mint korábban.
Roque, akárcsak René González, valójában kubai kém volt, a Red Avispa nevű hálózat tagja, amely a Castro-ellenes szervezetbe való beszivárgással rengeteg terrorcselekményt akadályozott meg Kuba ellen, amelyek célja a kubai gazdaság elsődleges elemének, a turizmusnak a tönkretétele volt.
Roque előbújása azonban óriási nehézségek elé állítja a hálózat többi tagját, akik ellen most alapos vizsgálat folyik.
Amikor René felesége a lányával Miamiba érkezik, még mindig nem tudja, hogy férje valójában nem áruló. Ezt Manuel Viramontez, a szervezet vezetője mondja el neki nem sokkal a találkozás előtt, ami a férje hősiessége iránti csodálat és a megdöbbenés keverékét váltja ki belőle, amiért hat éven át az áruló feleségeként élt, és képtelen volt megvédeni magát, mivel erről meg volt győződve.
Az Castro-ellenesek immár gátlástalan embereket toboroznak Közép-Amerikában. Egyikükkel sikerül megszervezniük egy támadást, amely egyszerre három hotelt támad Havanna központjában, hatalmas károkat okozva, és egy olasz turista halálát okozva. A merénylőt letartóztatják, de az egész floridai Red Avispa-t is feloszlatja az FBI.
Néhány kém együttműködik, és enyhített büntetést kap, de René, akit saját felesége is támogat, nem hajlandó elárulni hazáját, és börtönben marad.

## Szereplők
| Szerep                                | Színész                              | Magyar hang        |
| ------------------------------------- | ------------------------------------ | ------------------ |
| Olga Salanueva-González               | Penélope Cruz                        | Németh Borbála     |
| René González                         | Édgar Ramírez                        | Schmied Zoltán     |
| Juan Pablo Roque                      | Wagner Moura                         | Gémes Antos        |
| Gerardo Hernández / Manuel Viramontez | Gael García Bernal                   | Hamvas Dániel      |
| Ana Margarita Martínez                | Ana de Armas                         | Gáspár Kata        |
| José Basulto                          | Leonardo Sbaraglia                   | Varga Gábor        |
| Raúl Cruz León                        | Nolan Guerra Fernández               | Kurely László      |
| Irma González                         | Osdeymi Pastrana Miranda             | Engel-Iván Lili    |
| Irma González                         | Carolina Peraza Matamoros (6 évesen) | Fehérvári Júlia    |
| Luis Posada Carriles                  | Tony Plana                           | Törköly Levente    |
| Adriana                               | Anel Perdomo                         | Rudolf Szonja      |
| Roque unokatestvére                   | Julio Gabay                          | Magyar Bálint      |
| Teté                                  | Amanda Morado                        | Menszátor Magdolna |
| Jorge Mas Canosa                      | Omar Ali                             | Kárpáti Levente    |
| Joan A. Lenard bírónő                 | Adria Arjona                         | N/A                |

### Magyar változat
- Főcím: Galambos Péter
- Magyar szöveg: Nikas Dániel
- Hangmérnök: Fék György
- Vágó: Székely Daniella
- Gyártásvezető: Kablay Luca
- Szinkronrendező: Szalay Éva

A szinkront a Mafilm Audio Kft. készítette el.

## A film készítése
2017 áprilisában bejelentették, hogy Olivier Assayas írja és rendezi a Wasp Network című filmet. Fernando Morais The Last Soldiers of the Cold War című könyve alapján a film az 1990-es években amerikai területen tartózkodó kubai kémek történetét meséli el. 2018 májusában bejelentették, hogy Pedro Pascal és Édgar Ramírez lesz a film főszereplője. Szeptemberben Penélope Cruz, Wagner Moura és Gael García Bernal is csatlakozott a szereplőgárdához. Adria Arjona decemberben csatlakozott a stábhoz. 2019 februárjában Ana de Armas szereplését erősítették meg.
A forgatás 2019. február 18-án kezdődött Kubában, és 2019. május 4-én fejeződött be.

## Bemutató
Világpremierje a Velencei Nemzetközi Filmfesztiválon volt 2019. szeptember 1-én. Bemutatták a Torontói Nemzetközi Filmfesztiválon, a Deauville-i Amerikai Filmfesztiválon, a San Sebastián-i Nemzetközi Filmfesztiválon, a New York-i Filmfesztiválon, a BFI London Filmfesztiválon és a Mumbai Filmfesztiválon is.